# Uday Chopra

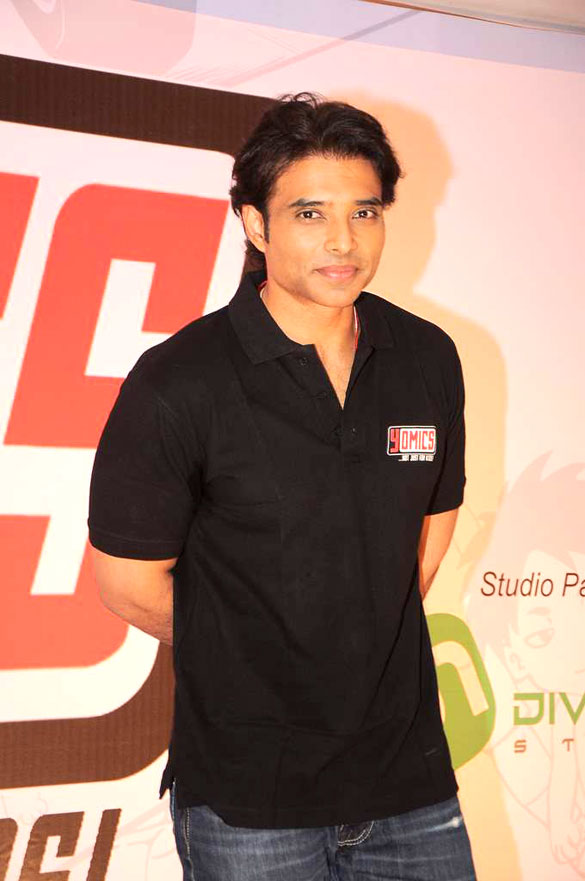
Uday Chopra

Uday Chopra (Hindi: उदय चोपड़ा, Uday Copṛā; * 5. Januar 1973) ist ein indischer Schauspieler und Filmproduzent, bekannt durch seine Rollen in Bollywood-Filmen. Er spielt in Filmen wie Denn meine Liebe ist unsterblich und Dhoom 2 – Back in Action mit, an denen sein Vater Yash Chopra als Regisseur und Produzent beteiligt war. Sein Bruder, Aditya Chopra, ist ebenfalls Regisseur. Seine Verlobte war die Schauspielerin Tanisha. Die beiden haben sich mittlerweile getrennt. Hauptsächlich als Sohn des legendären Yash Chopra bekannt, produzierte er mit dem Yash-Raj-Films-Unternehmen seinen ersten Film, Grace of Monaco mit Nicole Kidman in der Hauptrolle.

## Filmografie
Schauspieler
- 2000: Denn meine Liebe ist unsterblich (Mohabbatein)
- 2002: Mere Yaar Ki Shaadi Hai
- 2002: Beste Freunde küsst man nicht! (Mujhse Dosti Karoge!)
- 2003: Lebe und denke nicht an morgen (Kal Ho Naa Ho)
- 2003: Supari
- 2004: Charas
- 2004: Dhoom! – Die Jagd beginnt (Dhoom)
- 2005: Neal’n’Nikki
- 2006: Dhoom 2 – Back in Action (Dhoom 2)
- 2009: Pyaar Impossible
- 2013: Dhoom: 3

Produzent
- 2014: Grace of Monaco
- 2014: Liebe to Go – Die längste Woche meines Lebens (The Longest Week)